# 拉戈金齊
49°43′25″N 27°0′53″E / 49.72361°N 27.01472°E
拉霍丁齊（烏克蘭語：Лагодинці）是位於烏克蘭西部的村莊，由赫梅利尼茨基州裡赫梅利尼茨基區的克拉西利夫市鎮負責管轄。該村面積2.45平方公里，海拔高度294米，2001年人口929，人口密度每平方公里380人。